# Drosophila micromelanica
Drosophila micromelanica este o specie de muște din genul Drosophila, familia Drosophilidae, descrisă de Patterson în anul 1941. Conform Catalogue of Life specia Drosophila micromelanica nu are subspecii cunoscute.